# 尤莉娅·斯图帕克
尤莉娅·谢尔盖耶芙娜·斯图帕克（俄语：Юлия Сергеевна Ступак，1995年1月21日—），旧姓别洛鲁科娃（Белорукова），生于科米共和国索斯諾戈爾斯克，是一名俄罗斯女子越野滑雪运动员。别洛鲁科娃六岁时开始练习滑雪（一说十岁）。一开始她和同龄人差别不大，后来她的能力有所提升。2014年，她在芬兰拉赫蒂完成了个人的世界杯分站赛首秀。